# Міліметр ртутного стовпа
Міліме́тр рту́тного стовпа́ або міліме́тр рту́тного стовпчика (мм рт. ст., mm Hg) — позасистемна одиниця вимірювання тиску, рівна за визначенням тиску стовпчика ртуті заввишки 1 мм за 0 °C та за стандартного вільного прискорення і становить 133,322 387 415 Па (13 595,1 кг/м3 × 9,80665 м/с2 × 0,001 м). Мм рт. ст. приблизно дорівнює іншій одиниці тиску, що називається «торр» (українське позначення — торр, міжнародне — Torr) на честь Еванджеліста Торрічеллі.

## Характеристики
Походження цієї одиниці пов'язане зі способом вимірювання атмосферного тиску за допомогою барометра, у якому вимірюваний тиск врівноважується тиском стовпчика рідини. Як рідину часто використовують ртуть, оскільки у неї дуже висока густина (13 595,1 кг/м³).
Атмосферний тиск на рівні моря становить приблизно 760 мм рт. ст. Під час міжнародної систематизації одиниць вимірювання у 1954 році нормальний атмосферний тиск прийнятий рівним точно 101 325 Па. Одиниця торр була визначена як 1/760 стандартної атмосфери (101 325 / 760 Па). Таким чином, між мм рт. ст. та торр існує незначна різниця, що становить 0,000 014 %. Однак, ця різниця менша, ніж точність, з якою встановлюються значення одиниці нормативними документами, що дозволяють використання позасистемних одиниць. Наприклад, у Наказі Міністерства економічного розвитку і торгівлі № 914 мм рт. ст. визначено лише з точністю до шести цифр: 1 мм рт. ст. = 133,322 Па.

## Застосування
Міліметри ртутного стовпчика використовують, наприклад, у вакуумній техніці, у метеорологічних повідомленнях, аеронавігації, при вимірюванні кров'яного тиску.
У США також використовують одиницю вимірювання «дюйм ртутного стовпчика» (позначення — inHg). Іноді використовують міліметри водяного стовпчика (1 мм рт. ст. = 13,5951 мм вод. ст.).
|                                    | Паскаль | Бар (bar, бар) | Н/мм²        | кгс/м²   | Технічна атмосфера (at, ат) | Фізична атмосфера (atm, атм) | Міліметр ртутного стовпа (mmHg, мм рт. ст., torr, торр) | Фунт на квадратний дюйм (psi) |
| 1 Па (Н/м²) =                      | 1       | 10−5           | 10−6         | 0,102    | 0,102·10−4                  | 0,987·10−5                   | 0,0075                                                  | 145,038·10−6                  |
| 1 бар =                            | 100 000 | 1              | 0,1          | 10 197   | 1,02                        | 0,987                        | 750                                                     | 14,5038                       |
| 1 Н/мм² =                          | 106     | 10             | 1            | 1,02·105 | 10,2                        | 9,87                         | 7500                                                    | 145,038                       |
| 1 кгс/м² =                         | 9,81    | 9,81·10−5      | 9,81·10−6    | 1        | 10−4                        | 0,968·10−4                   | 0,0736                                                  | 14,223·10−4                   |
| 1 технічна атмосфера = 1 кгс/см² = | 98 100  | 0,981          | 0,0981       | 10 000   | 1                           | 0,968                        | 736                                                     | 14,223                        |
| 1 фізична атмосфера = (760 торр) = | 101 325 | 1,013          | 0,1013       | 10 330   | 1,033                       | 1                            | 760                                                     | 14,696                        |
| 1 торр = 1 мм рт. ст. =            | 133     | 0,00133        | 1,33·10−4    | 13,6     | 0,00132                     | 0,00132                      | 1                                                       | 19,3367·10−3                  |
| 1 psi                              | 6894,76 | 68,9476·10−3   | 68,9476·10−4 | 702,99   | 70,307·10−3                 | 68,046·10−3                  | 51,7151                                                 | 1                             |